# Électrode au calomel saturée
Pour les articles homonymes, voir ECS.
L'électrode au calomel saturée (ECS), ou plus précisément l'électrode au calomel saturée en chlorure de potassium, est une électrode de référence très utilisée en pratique.

## Composition

Schéma d'une électrode au calomel saturée.

L'électrode au calomel saturée en chlorure de potassium (KCl) est composée de mercure métallique (Hg) en contact avec du calomel {\displaystyle {\rm {Hg_{2}Cl_{2_{(s)}}}}} lui-même en équilibre avec une solution de KCl saturée. On peut en déterminer le potentiel grâce à un fil de platine plongeant dans le mercure.
Elle est symbolisée par {\displaystyle {\rm {Hg,Hg_{2}Cl_{2_{(s)}}|Cl^{-}}}}(solution KCl saturée).
Elle fait intervenir les réactions suivantes :
{\displaystyle {\rm {2Hg\rightleftharpoons Hg_{2}^{2+}+2e^{-}}}}
et
{\displaystyle {\rm {Hg_{2}^{2+}+2Cl^{-}\rightleftharpoons Hg_{2}Cl_{2_{(s)}}}}}
soit :
{\displaystyle {\rm {2Hg+2Cl^{-}\rightleftharpoons Hg_{2}Cl_{2_{(s)}}+2e^{-}}}}
Elle fait donc intervenir le couple rédox {\displaystyle {\rm {Hg_{2}Cl_{2_{(s)}}/Hg,Cl^{-}}}}.

## Intérêt
Le potentiel pris par l'électrode dépend uniquement de la concentration en ions chlorure. S'il n'y avait que Hg et Hg2Cl2, la concentration serait donnée par le produit de solubilité du calomel (Ks = 1,43.10-18). On aurait [Cl-] = 7,1.10-7 mol/L, valeur très faible qui serait éminemment dépendante de la présence d'impuretés. 
Il est donc préférable de fixer la concentration en ions chlorure de l'électrode au calomel indépendamment de la solubilité du calomel, soit avec une solution de KCl de concentration connue (par exemple 3 mol/L ce qui est le cas dans les électrodes au calomel 3M), soit avec une solution saturée de chlorure de potassium comme dans le cas de l'ECS. Cette concentration est alors proche de 5 mol/L.
Le potentiel de l'ECS à 25 °C par rapport à l'électrode normale à hydrogène est de E = 0,241 2 V à 25 °C.
On trouve également E = 0,248 V.
Une telle électrode (ou demi-pile) sert en particulier, comme toutes les électrodes de référence, à déterminer le potentiel électrochimique (inconnu) d'une autre électrode (telle l'électrode de verre). Dans le cas d'un titrage redox suivi par potentiométrie, alors que le potentiel de l'électrode de travail varie, il est essentiel que celui de l'ECS reste inchangé, ce qui est garanti par la façon dont l'ECS est construite.

## Théorie
La demi-équation d'oxydoréduction associée au couple {\displaystyle {\rm {Hg_{2}Cl_{2_{(s)}}/Hg_{(l)}}}} est :
{\displaystyle {\rm {Hg_{2}Cl_{2_{(s)}}+2e^{-}\rightleftharpoons 2Hg_{(l)}+2Cl^{-}}}}
L'équation de Nernst qui en dérive est
{\displaystyle {\rm {E_{\text{ref}}=E^{0}(Hg_{2}Cl_{2}/Hg)-{\frac {RT.ln(10)}{2F}}\log({a(Cl^{-})^{2})}\approx E^{0}(Hg_{2}Cl_{2}/Hg)-0{,}059\log {\left({\frac {\left[Cl^{-}\right]}{C^{0}}}\right)}}}}
où le potentiel standard vaut {\displaystyle {\rm {E^{0}(Hg_{2}Cl_{2}/Hg)=0{,}271\;V}}}, et la lettre "a" représente l'activité de l'espèce.
Dès qu'il y a précipitation du KCl, l'équilibre 
{\displaystyle {\rm {KCl_{(s)}\rightleftharpoons K^{+}+Cl^{-}}}}
est réalisé.
Ainsi, la loi d'action de masse (ou loi de Guldberg et Waage), donne :
{\displaystyle {\rm {K_{s}(KCl_{(s)})=7{,}0=a(K^{+})_{sat}.a(Cl^{-})_{sat}=a(Cl^{-})_{sat}^{2}=\left({\frac {\left[Cl^{-}\right]}{C^{0}}}\right)^{2}}}}
et donc la concentration en Cl− est fixée :
{\displaystyle {\rm {E_{\text{ref}}\approx E^{0}(Hg_{2}Cl_{2}/Hg)-{\frac {0{,}059}{2}}\log {\left(K_{s}(KCl_{(s)})\right)}\approx 0{,}24\;V}}}

## Précautions
Lors de l'utilisation de cette électrode de référence, il faut prendre garde à ce que les ions de la solution à doser ne viennent, le cas échéant, pas réagir avec les ions chlorure du KCl saturé et former un précipité dans le corps de l'électrode. Pour ce faire, on ajoute un embout rempli de nitrate de potassium, appelé allonge, sur l'électrode. S'il n'y a pas d'allonge disponible, on peut aussi faire tremper l'ECS dans un bécher rempli d'une solution de KCl, mettre la seconde électrode dans le bécher où se trouve la solution dont on veut suivre l'évolution et relier les deux par un pont imbibé d'une solution conductrice.
On peut aussi utiliser une autre électrode de référence comme l'électrode au sulfate mercureux.